# Brian Shaw
Brian Keith Shaw (Oakland, 22 marzo 1966) è un allenatore di pallacanestro ed ex cestista statunitense.

## Caratteristiche tecniche
Brian Shaw è stato un precursore dei tempi in quanto a fine anni 1980 si afferma come un playmaker alto quasi 2 metri, e di grande atletismo, caratteristiche che accompagna a una ottima tecnica individuale, sia come playmaker (capace di portare palla e servire assist) sia come guardia tiratrice (valido nell'uno contro uno e nel tiro da fuori). Alla fine del decennio che ha visto l'entrata in scena come playmaker di Magic Johnson all'inizio e come guardia di Michael Jordan a metà, il basket sta cambiando i suoi parametri fisico-atletici per i ruoli esterni e Brian Shaw risponde a questa esigenza.

## Carriera da giocatore

### Il college e il primo anno in NBA
Dopo l'esperienza NCAA insolitamente divisa in due college (il St. Mary College of California per i primi due anni e l'U.C. Santa Barbara per gli ultimi due) che lo vide protagonista di un'ottima annata finale da senior, nel 1987-88, tanto da essere nominato giocatore dell'anno della propria zona di basket universitario. Le sue prestazioni sul campo e il profilo tecnico-atletico attirarono le attenzioni dell'NBA e così Brian Shaw venne selezionato come prima scelta dei Boston Celtics di Larry Bird al draft del 1988, con il numero 24 assoluto.
Firmò un contratto di un solo anno con i Celtics, per l'entrante stagione 1988-89, durante la quale ebbe un accettabile rendimento come rookie, con statistiche di 28 min, 8,6 punti, 4,6 rimbalzi e 5,8 assist a partita, senza però raggiungere un livello da star.

### L'esperienza in Italia: il 1989-90 con il Messaggero Roma
Nell'estate 1989, il gruppo Ferruzzi acquista la squadra di punta del basket capitolino, la Virtus Roma, con ambiziosi progetti sia dal punto di vista sportivo (con l'idea di costruire un grande team capace di vincere i trofei più importanti) sia sociale, con un progetto di far diventare Roma la città del basket con la costruzione di molti campi all'aperto nelle varie periferie. Il quotidiano romano Il Messaggero fa parte del gruppo e così viene scelta la sua sponsorizzazione per il nome del club.
Nella prima estate, oltre a un blocco di alcuni tra i migliori giocatori italiani, vengono acquistati gli americani Danny Ferry, seconda scelta assoluta dei Cleveland Cavaliers nel draft del 1989, e Brian Shaw, solo poco inferiore come accredito e analogamente giovane: hanno entrambi 23 anni. Per entrambi vi sono contratti miliardari in lire come poche altre volte si era visto nel basket europeo e mai nella squadra capitolina.
All'inizio della stagione Danny Ferry è infortunato quindi tutto il peso della squadra si riversa su Brian Shaw, che dopo un iniziale periodo di ambientamento, accoglie al meglio la responsabilità e comincia a inanellare prestazioni di grande qualità. Quando rientra anche l'altro americano, anche se non darà un contributo all'altezza delle aspettative, la squadra andrà sempre meglio per fare un'ottima seconda parte di stagione, dove raggiunge la Finale di Coppa Italia (battuta dalla Virtus Knorr Bologna) e i quarti di finale per lo scudetto, dove viene eliminata dai primi in regular season e futuri campioni della Scavolini Pesaro per 2-1, dopo però che il Messaggero riuscì a spaventare la corazzata marchigiana andando a vincere a Pesaro la prima gara per avere poi in casa la chance per una vittoria decisiva.
Mantiene un rendimento di grande qualità e sostanza, finendo con 25 punti di media a partita con rimbalzi, assist, grande leadership e giocate spettacolari. Non si era mai visto in Italia un playmaker di 2 metri, atletico, forte nell'uno contro uno e nel tiro da tre, e contemporaneamente capace di condurre palla e smistare assist ai compagni. Capace di schiacciate in partita, si cominciava a parlare di lui come del "Michael Jordan della Serie A", con prospettive di dominio per gli anni a venire, quando maturità e ambientamento sarebbero stati maggiori.

### Il ritorno ai Celtics
A metà della stagione italiana, tuttavia, firma un altro contratto per tornare a giocare con i Celtics fin dall'anno successivo, questa volta però esteso di 5 anni. Alla franchigia di Boston non era sfuggita l'ottima annata di Shaw a Roma, e dato che in quell'anno c'erano stati i primi arrivi di europei nell' NBA e che questi dimostravano di poter dare ottimi contributi (Vlade Divac centro titolare nei Lakers), nell'NBA si era ormai affacciata l'idea che i migliori prospetti dei campionati europei erano degni della lega americana.
A fine stagione 1989-90 però, il feeling tra Shaw e Roma era ideale con una squadra destinata a un futuro in crescendo, e, complice probabilmente anche un ritocco dell'ingaggio, Brian Shaw vuole tornare sui suoi passi e rimanere a Roma. I Celtics si oppongono a questo e fanno valere il contratto firmato a gennaio; la disputa arriverà alle vie legali dove sarà stabilito che Shaw deve rispettare il contratto firmato con i Celtics.

#### Stagione 1990-91
Nella stagione 1990-91 dimostra di essere migliorato globalmente come giocatore e diventa pedina fondamentale nei Celtics che vantano ancora un roster di livello, con la presenza ancora dei tre totem della dinastia del decennio precedente (Bird, Parish, McHale) affiancati da validi giovani come Reggie Lewis e Dan Brown. Shaw si aggiunge a questo gruppo che ha ambizioni di vertice, e ne diventa il play titolare, finendo l'anno con statistiche migliorate rispetto al suo primo anno: 35 min., 14 punti, 4,7 rimbalzi e 7,6 assist di media a partita.
Subito a inizio della nuova avventura avviene uno dei momenti più alti della carriera di Shaw: alla terza partita, dopo aver vinto le prime due, i Celtics vanno a giocare a Chicago in casa dei Bulls di Jordan, che invece hanno perso le prime due. La partita è combattuta, e si arriva agli ultimi secondi con il punteggio di parità. I Celtics hanno la rimessa in gioco, ma non riescono a fare quello che vogliono, finendo per dare la palla al centro Robert Parish lontano dal canestro; dopo un improbabile uno contro uno in palleggio e relativo arresto e tiro da 6 metri, quest'ultimo lancia un airball. Sotto canestro intanto si sono raggruppati quasi tutti i giocatori, ma solo uno emergerà riuscendo a catturare la palla: è Brian Shaw, che, marcato proprio da Michael Jordan, riesce a sorprenderlo anche perché uguale come altezza, arrivando prima sul pallone e appoggiando subito a canestro per i due punti della vittoria Celtics. Brian Shaw finirà quella partita con 20 punti, a cui aggiunge otto rimbalzi e otto assist.
La sensazione è che Brian Shaw possa fare di più e assurgere a ruolo di star anche nell'NBA; tuttavia, gli anni a venire saranno a calare, come minutaggio e come rendimento. Di fatto, l'anno del rientro a Boston, il suo secondo in assoluto in NBA, resterà il migliore anno di Shaw come statistiche individuali. Cosicché, durante la seguente stagione 1991/92, i Boston lo cedono.

### In Florida dal 1992 al 1998: prima Miami e poi Orlando
Brian Shaw viene inizialmente ceduto ai Miami Heat, dove giocherà fino al termine della stagione 1993/94, e poi agli Orlando Magic, dove gioca dal 1994 al 1997. È però ormai solamente un giocatore della rotazione, con poco più di 20 minuti a partita e senza raggiungere la doppia cifra come punti, anche se il contributo di assist è buono in rapporto al minutaggio.
Tuttavia, arriva presto un acuto di Shaw: l'8 aprile del 1993, con la maglia dei Miami Heat, segna 10 canestri da 3 (su 15 tentativi) nella partita contro i Milwaukee Bucks, cifra che in quel momento è record per la storia dell'NBA.
A Orlando vive inoltre gli anni d'oro della franchigia, che ha visto nei precedenti anni gli innesti delle superstar Shaquille O'Neal e Penny Hardway. Al primo anno di Shaw, Orlando raggiunge addirittura la finalissima NBA, dove però viene travolta 4-0 dagli Houston Rockets. Nell'estate del 1995, Michael Jordan rientrò a tempo pieno nei Bulls, e a Est si chiudono le porte a ogni altra speranza: i Magic saranno spazzati via 4-0 nella Finale di Conference del 1996, e si capisce che per gli anni a venire non ce ne sarà per nessuno. Shaquille O'Neal lascerà la Florida per andare a Los Angeles, e la franchigia non avrà più ambizioni di vertice. Tuttavia, Shaw non sarà capace di prendersi maggiori ruoli nella squadra.

### Il finale di carriera vincente nei Lakers
Dopo varie altre singole esperienze in diverse altre franchigie senza particolari ambizioni, Brian Shaw viene chiamato dai Los Angeles Lakers per la stagione 1999-2000. È la svolta della sua carriera. Brian Shaw rimane un giocatore di rotazione, ma la sua esperienza sarà importante per un team che, pur giovane, ha grandi potenzialità e ambizioni. Ne seguiranno tre titoli nei primi tre anni; Brian Shaw rimarrà anche un quarto anno, concluso senza titolo, per poi ritirarsi come giocatore.
Significativo il suo contributo nella gara-7 della Finale di Conference con i Portland Trailblazers, che sono in vantaggio di 15 punti nel quarto quarto della partita che si gioca in casa dei Lakers. Nei minuti finali i Lakers scrivono una storica rimonta che comincia soprattutto con i canestri decisivi di Kobe Bryant e di Brian Shaw, per poi concludersi con l'alley-oop di Bryant a Shaquille O'Neal nell'ultimo minuto.
Probabilmente, anche la parola di Shaquille O'Neal fu importante per l'approdo di Shaw ai Lakers: O'Neal infatti ha sempre speso parole di elogio nei confronti di Shaw, che ha potuto apprezzare fin dagli anni di Orlando.
Questa esperienza marchierà il segno dei Lakers nel californiano Brian Shaw, e segnerà il suo futuro anche non da giocatore.

## Carriera da allenatore

### Lakers: viceallenatore nei titoli del 2009 e 2010
Nel 2005, all'età di 39 anni e due anni dopo il suo ritiro come giocatore, Phil Jackson lo vuole come allenatore in seconda dei Lakers. Sono gli anni della ricostruzione dei Lakers, con la sola stella Kobe Bryant, e Jackson vuole probabilmente una persona come Shaw che, partito come possibile giocatore dominante atleticamente nel ruolo, si è poi costruito una carriera come giocatore utile in campo e nello spogliatoio. Di lì a pochi anni, i Lakers saranno capaci di ricostruire un ciclo vincente e Shaw sarà sempre il viceallenatore nei due titoli consecutivi del 2009 e 2010.

### Nuggets: capoallenatore
Dopo i Lakers segue l'esperienza da viceallenatore a Indiana, dove viene rispettato sia dagli addetti ai lavori sia dalla stampa, cosicché poi riceve la prima chiamata da capoallenatore: è quella dei Denver Nuggets per la stagione 2013/14. Il rendimento della squadra non sarà positivo, e nemmeno l'anno successivo, tanto che Brian Shaw sarà esonerato prima della fine della stagione. Nel complesso, raggiunge una media vittorie del 40%.

### Ritorno ai Lakers come vice
Nel 2016 ritorna ai Lakers come assistente allenatore, fino alla data attuale del 2020, partecipando così al nuovo titolo della franchigia gialloviola.

## Statistiche

### College
| Anno      | Squadra            | PG  | PT | MP   | TC%  | 3P%  | TL%  | RP  | AP  | PRP | SP  | PP   |
| --------- | ------------------ | --- | -- | ---- | ---- | ---- | ---- | --- | --- | --- | --- | ---- |
| 1983-1984 | Saint Mary's Gaels | 14  | 0  | 9,2  | 36,1 | -    | 73,7 | 0,9 | 1,6 | 0,3 | 0,1 | 2,9  |
| 1984-1985 | Saint Mary's Gaels | 27  | 26 | 36,1 | 40,2 | -    | 72,4 | 5,3 | 5,3 | 1,4 | 0,3 | 9,4  |
| 1986-1987 | UCSB Gauchos       | 29  | 28 | 34,9 | 43,4 | 42,9 | 71,2 | 7,7 | 6,7 | 1,4 | 0,3 | 10,9 |
| 1987-1988 | UCSB Gauchos       | 30  | 30 | 35,8 | 46,6 | 35,1 | 74,0 | 8,7 | 6,1 | 1,6 | 0,3 | 13,3 |
| Carriera  | Carriera           | 100 | 84 | 31,9 | 43,4 | 37,9 | 72,8 | 6,4 | 5,4 | 1,3 | 0,3 | 10,1 |

### NBA

#### Regular season
| Anno       | Squadra             | PG  | PT  | MP   | TC%  | 3P%  | TL%  | RP  | AP  | PRP | SP  | PP   |
| ---------- | ------------------- | --- | --- | ---- | ---- | ---- | ---- | --- | --- | --- | --- | ---- |
| 1988-1989  | Boston Celtics      | 82  | 54  | 28,1 | 43,3 | 0,0  | 82,6 | 4,6 | 5,8 | 1,0 | 0,3 | 8,6  |
| 1990-1991  | Boston Celtics      | 79  | 79  | 35,1 | 46,9 | 11,1 | 81,9 | 4,7 | 7,6 | 1,3 | 0,4 | 13,8 |
| 1991-1992  | Boston Celtics      | 17  | 3   | 25,6 | 42,7 | 0,0  | 87,5 | 4,1 | 5,2 | 0,7 | 0,6 | 10,3 |
| 1991-1992  | Miami Heat          | 46  | 23  | 21,5 | 39,8 | 31,3 | 72,5 | 2,9 | 3,5 | 1,0 | 0,3 | 7,0  |
| 1992-1993  | Miami Heat          | 68  | 45  | 23,6 | 39,3 | 33,1 | 78,2 | 3,8 | 3,5 | 0,7 | 0,3 | 7,3  |
| 1993-1994  | Miami Heat          | 77  | 52  | 26,5 | 41,7 | 33,8 | 71,9 | 4,5 | 5,0 | 0,9 | 0,3 | 9,0  |
| 1994-1995  | Orlando Magic       | 78  | 9   | 23,5 | 38,9 | 26,1 | 73,7 | 3,1 | 5,2 | 0,9 | 0,2 | 6,4  |
| 1995-1996  | Orlando Magic       | 75  | 1   | 22,4 | 37,4 | 28,5 | 79,8 | 3,0 | 4,5 | 0,8 | 0,1 | 6,6  |
| 1996-1997  | Orlando Magic       | 77  | 31  | 24,2 | 36,6 | 32,5 | 79,3 | 2,5 | 4,1 | 0,9 | 0,3 | 7,2  |
| 1997-1998  | G.S. Warriors       | 39  | 32  | 26,4 | 33,6 | 31,3 | 72,7 | 3,9 | 4,4 | 0,9 | 0,4 | 6,4  |
| 1997-1998  | Philadelphia 76ers  | 20  | 2   | 25,1 | 36,7 | 25,0 | 63,2 | 3,2 | 4,4 | 0,7 | 0,2 | 6,1  |
| 1998-1999  | Portland T. Blazers | 1   | 0   | 5,0  | 0,0  | -    | -    | 1,0 | 1,0 | 0,0 | 0,0 | 0,0  |
| 1999-2000† | L.A. Lakers         | 74  | 2   | 16,9 | 38,2 | 31,0 | 75,9 | 2,9 | 2,7 | 0,5 | 0,2 | 4,1  |
| 2000-2001† | L.A. Lakers         | 80  | 28  | 22,9 | 39,9 | 31,1 | 79,7 | 3,8 | 3,2 | 0,6 | 0,3 | 5,3  |
| 2001-2002† | L.A. Lakers         | 58  | 0   | 10,9 | 35,3 | 33,0 | 69,2 | 1,9 | 1,5 | 0,4 | 0,1 | 2,9  |
| 2002-2003  | L.A. Lakers         | 72  | 0   | 12,5 | 38,7 | 34,9 | 66,7 | 1,7 | 1,4 | 0,4 | 0,2 | 3,5  |
| Carriera   | Carriera            | 943 | 361 | 23,0 | 40,3 | 30,4 | 78,2 | 3,4 | 4,2 | 0,8 | 0,3 | 6,9  |

#### Play-off
| Anno     | Squadra        | PG  | PT | MP   | TC%  | 3P%  | TL%  | RP  | AP  | PRP | SP  | PP   |
| -------- | -------------- | --- | -- | ---- | ---- | ---- | ---- | --- | --- | --- | --- | ---- |
| 1989     | Boston Celtics | 3   | 3  | 41,3 | 51,2 | 0,0  | 77,8 | 5,7 | 6,3 | 1,0 | 0,0 | 17,0 |
| 1991     | Boston Celtics | 11  | 11 | 28,7 | 47,0 | 33,3 | 86,7 | 3,5 | 4,6 | 0,9 | 0,1 | 11,0 |
| 1992     | Miami Heat     | 3   | 3  | 28,3 | 46,7 | 60,0 | 62,5 | 4,3 | 4,0 | 0,7 | 0,0 | 12,0 |
| 1994     | Miami Heat     | 5   | 5  | 22,4 | 39,0 | 0,0  | 58,3 | 4,0 | 1,8 | 0,8 | 0,2 | 7,8  |
| 1995     | Orlando Magic  | 21  | 0  | 16,9 | 39,0 | 38,6 | 62,5 | 3,0 | 3,1 | 0,5 | 0,2 | 6,6  |
| 1996     | Orlando Magic  | 10  | 0  | 21,7 | 34,6 | 36,4 | 75,0 | 2,1 | 4,6 | 0,5 | 0,0 | 4,7  |
| 1997     | Orlando Magic  | 5   | 4  | 16,4 | 15,8 | 33,3 | 50,0 | 1,8 | 1,6 | 0,2 | 0,2 | 2,0  |
| 2000†    | L.A. Lakers    | 22  | 1  | 18,5 | 42,1 | 33,3 | 81,3 | 2,3 | 3,0 | 0,5 | 0,2 | 5,4  |
| 2001†    | L.A. Lakers    | 16  | 0  | 18,1 | 37,5 | 34,5 | 66,7 | 3,4 | 2,7 | 0,6 | 0,1 | 4,4  |
| 2002†    | L.A. Lakers    | 19  | 0  | 12,5 | 33,3 | 28,1 | 100  | 1,8 | 1,6 | 0,3 | 0,3 | 2,9  |
| 2003     | L.A. Lakers    | 12  | 1  | 17,9 | 30,6 | 23,1 | 66,7 | 3,2 | 2,0 | 0,3 | 0,4 | 3,2  |
| Carriera | Carriera       | 127 | 28 | 19,2 | 39,5 | 31,8 | 72,5 | 2,8 | 3,0 | 0,5 | 0,2 | 5,7  |

### Allenatore
| Stagione | Squadra        | Regular Season | Regular Season | Regular Season | Regular Season | Regular Season              | Post Season      |
| Stagione | Squadra        | V              | P              | % V            | G              | Posizione finale            | Post Season      |
| -------- | -------------- | -------------- | -------------- | -------------- | -------------- | --------------------------- | ---------------- |
| 2013-14  | Denver Nuggets | 36             | 46             | 43,9           | 82             | 4º nella Northwest Division | Manca i play-off |
| 2014-15  | Denver Nuggets | 20             | 39             | 33,9           | 59             | Esonerato                   | -                |
|          | Carriera       | 56             | 85             | 39,7           | 141            |                             |                  |

## Vita privata
Di indole riservata e dedito alla vita familiare, Brian Shaw ha avuto una grande tragedia nella sua vita quando nel giugno 1993 perse entrambi i genitori e la sorella in un incidente stradale. Si salvò solo la figlia di quest'ultima, sua nipote, che poi ha accudito con premura.

### Palmarès

#### Giocatore
- Campionato NBA: 3

Los Angeles Lakers: 2000, 2001, 2002